# تيد ألبرت
تيد ألبرت (بالإنجليزية: Ted Albert)‏ هو ملحن ومنتج أسطوانات أسترالي، ولد في 1937، وتوفي في 1990 بسبب نوبة قلبية.

## وصلات خارجية
- تيد ألبرت على موقع ميوزك برينز (الإنجليزية)
- تيد ألبرت على موقع ديسكوغز (الإنجليزية)